# 飓风格洛丽亚
飓风格洛丽亚（英語：Hurricane Gloria）是继1972年的飓风艾格尼丝以来第一个袭击美国东北部的大型天气系统，也是自1960年的飓风唐娜以来第一个直接影响纽约和长岛的大型飓风。这股强烈的佛得角型飓风于1985年9月16日由东部大西洋的一股东风波形成，起初几天里强度一直很弱，之后于9月22日在小安的列斯群岛以北海域增强成飓风。这段时间里风暴总体向西行进，但也因一片逐渐减弱高压脊的影响向西北转向。9月24日，格洛丽亚快速强化，于次日达到每小时230公里的最高风速。接下来飓风有所减弱，于9月27日吹袭北卡罗莱纳州外滩群岛。当晚，系统又分别在长岛和康涅狄格州西部登陆，于9月28日在新英格兰上空转变成温带气旋。系统残余经过加拿大大西洋省份后，最终于10月2日消散。
美国国家飓风中心在格洛丽亚登陆前先后向南卡罗莱纳州到缅因州之间的美国东海岸地区发布过飓风警告。数十万居民因此撤离，这场飓风也得到了一个“世纪风暴”的名号。总体而言，格洛丽亚的最强风力保持在中心以东，因此北卡罗莱纳州到新泽西州都在很大程度上幸免，并且由于风暴途经时正逢退潮，因此降低了风暴潮的高度。格洛丽亚途经大部分地区的持续和阵风风速都达到飓风强度，刮倒了大量树木，还令许多供电线路中断，导致超过400万人失去电力供应，创下康涅狄格州历史上因自然灾害导致停电户数的新纪录。停电区域一直延伸到了长岛，受影响人数一度达到150万，长岛照明公司因而关闭，由一家公众公司取代。飓风共造成14人遇难，其中有6人是被倒塌的树木砸死。
北卡罗莱纳州外滩群岛沿岸有大量房屋因巨浪受损，还出现了严重的海滩侵蚀。整个中大西洋各州到处都有码头、船只和船坞遭到大浪的破坏。多条高速公路因洪水封闭，宾夕法尼亚州有数以千计的居民被迫离开家园。风暴潮摧毁了长岛上的48户民宅，还有更多房屋的屋顶因狂风受损。风暴还破坏了大范围农作物，经济损失约为2000万美元（1985年美元，相当于2025年的5666萬美元）。飓风格洛丽亚给美国造成了约9亿美元（1985年美元，相当于2025年的25.5億美元）的损失，不过这个数字仍然小于预期。风暴残留进入加拿大领空后在新不伦瑞克造成小规模停电，但由于风暴到来引发的混乱，该国建立了加拿大飓风中心。

## 气象历史
9月15日，一股东风波离开非洲西部海岸。根据卫星地图的数据，估计佛得角附近海域于9月16日形成了一股热带低气压，并且关联有下层环流。次日，低气压达到热带风暴强度，美国国家飓风中心因此将其命名为格洛丽亚（Gloria），但系统没能得到进一步增强。9月18日，格洛丽亚减弱成热带低气压，但到了9月20日又重新增强为热带风暴，然后由于北面强劲高压脊的影响逐渐西进。9月21日开始有飓风猎人侦察机飞入格洛丽亚侦测其强度，次日，其中一架侦察机观测到海拔460米高度风速达到每小时126公里。美国国家飓风中心因此将位于小安的列斯群岛东北偏东方向约750公里海域的格洛丽亚升级成飓风。
9月22日，由于令飓风向西行进的高压脊已因热带风暴费边和热带风暴亨利的影响减弱，格洛丽亚转向西北偏西。9月23日，风暴在阿内加达岛以北约250公里洋面经过，该岛是小安的列斯群岛中最北面的一个。系统起初强度一直处在飓风的最低标准，但到9月24日时开始快速强化，于同日经过马哈马东北方向海域期间成为大型飓风。格洛丽亚发展出一个宽16公里的风眼，周围有风眼墙环绕并产生体育场效应。协调世界时9月25日凌晨1点20分，飓风猎人推算风暴气压低至919毫巴（百帕，27.1英寸汞柱，并报告飞行高度层风速为每小时230公里。这在当时创下了侦察机在北大西洋测得最低气压的新纪录。由于飞行高度层风速和海面风速的差别很小，因此气象部门估计这一风速正是格洛丽亚的最高强度，可以在萨菲尔-辛普森飓风等级中达到四级标准。不过，2008年发布的一份初步再分析报告认为，格洛丽亚的最高风速应该达到了每小时249公里，这时飓风位于北卡罗莱纳州哈特拉斯角东南方向约1500公里洋面，其风眼直径仅13公里。

位于佛罗里达州以东海域的飓风格洛丽亚。

达到最高强度后，飓风在转向北上的过程中减弱，围绕高压脊的最西部朝一股冷锋移动。到9月26日，其风速已降至每小时150公里，这时距系统达到最高强度还只过了30小时。当天晚些时候，一个位于风暴中心以东约100公里的浮标记录下的浪高达14.3米，这在当时也创下了大西洋浮标浪高数据的新纪录。飓风在加速朝北卡罗莱纳州逼近的过程中再度小幅增强，风力时速达到165公里，成为二级飓风。9月27日早上5点30分，风暴袭击了外滩群岛的哈特拉斯岛（Hatteras Island）南部。气旋接下来进一步减弱，从德玛瓦半岛和新泽西州以东近海掠过，并与一股冷锋发生相互作用。系统的最强风力保持在环流东部边缘，风暴还在逐渐失去热带天气系统特征。9月27日下午16点，飓风在约翰·肯尼迪国际机场和纽约州苏福克县艾斯利普（Islip）之间登陆，其中心范围广阔，边界模糊不清，长岛西部的风速约为每小时140公里。这些地区还在仅3天前受到过热带风暴亨利的袭击。袭击长岛约1小时后，格洛丽亚在康涅狄格州西部的费尔菲尔德县长岛海湾附近小镇韦斯特波特（Westport）进行了最后一次登陆，并在朝新英格兰进发的过程中逐渐减弱。美国国家飓风中心估计格洛丽亚于9月28日凌晨0点在缅因州上空转变成温带气旋。风暴残留继续向东北方向经过加拿大大西洋省份，于9月30日从格陵兰南部经过。气象部门检测到系统温带环流的最后日期是10月2日，不过这些残留之后还对欧洲产生了影响。

## 防灾措施

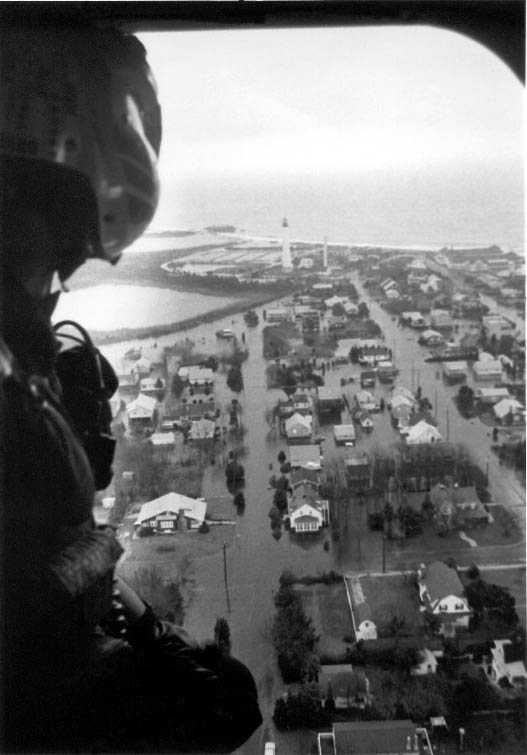
新泽西州开普梅因飓风格洛丽亚导致洪灾。

格洛丽亚存在早期对小安的列斯群岛北部构成威胁，气象部门为此向该地区发布了飓风观察预警，之后再升级成飓风警告。风暴还威胁到了巴哈马，该国政府也发布了飓风观察预警和警告。
飓风位于佛罗里达州东部近海时，美国国家飓风中心向南卡罗莱纳州艾迪斯托海滩到弗吉尼亚州维珍尼亚海滩亨利角（Cape Henry）之间地区发布了飓风观察预警，再于9月26日上午10点升级成飓风警告，这时距风暴登陆还有19.5小时。当天晚些时候，美国东部一直到缅因州东港的其它地区也收到了飓风观察预警。格洛丽亚登陆长岛前两小时，该地区进入飓风警告生效状态，之后生效区域再逐步向北扩展。官方预期的风力和风暴潮强度都比实际情况要大，这是因为飓风在登陆前有所减弱。
特拉华州和马里兰州政府在风暴来袭前宣布全州进入紧急状态，沿海社区数以千计的居民撤离到避难所。特拉华州的多所学校予以关闭，除应急工作人员外，其他工人全部放假回家。纽约长岛沿线有数以十万计的居民离开家园，多个县也宣布进入紧急状态。康涅狄格州约有两万人撤离沿海地区，邻进的罗德岛州也有7300人疏散，鳕鱼角部分地区也有居民撤离。
随着格洛丽亚逼近美国东岸，美国国家飓风中心预计飓风将袭击新英格兰的人口稠密地区，中心主任尼尔·弗兰克（Neil Frank）为此结合气旋强度称格洛丽亚为“世纪风暴”（Storm of the Century）。风暴预计的行进路径引起了许多人的关注，从北卡罗莱纳州到康涅狄格州沿海地区共有38万人疏散。马里兰州官员实行可变车道程序来加快疏散进程，多个沿海州也动用了这一程序。
政府建议新泽西州海岸沿线的9.5万市民撤离，这些地区之前很少受到飓风的袭击。作为全州乃至全美最容易受到风暴摧残的其中一个县，开普梅县到2005年时将需要36小时来疏散10万市民和90万游客，这个数字在繁忙的夏季周末十分常见。
哈佛大学因这场飓风暂时关闭，这也是该校有纪录以来继1938年新英格兰飓风和1978年美国东北部暴风雪后的第三次关闭。虽然格洛丽亚的狂风刮倒了这一地区的许多树木，造成了数万美元的损失，但其总体影响还是远小于预期。
风暴登陆长岛时，加拿大的新不伦瑞克西部和新斯科舍收到了风暴警告。整个加拿大大西洋省份有许多市民都是依靠美国新闻媒体对风暴的报道来应对这场飓风的袭击。

## 影响

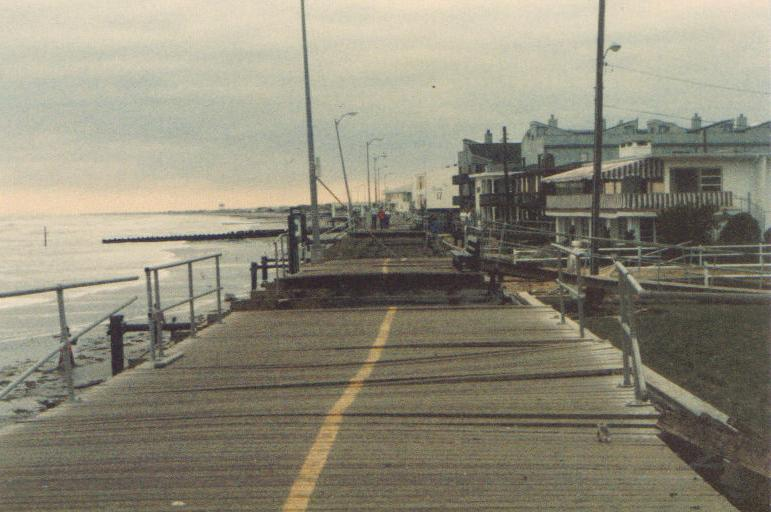
新泽西州海洋城浮桥所受到的破坏。

飓风格洛丽亚是一场影响了美国东北部大部分地区的大规模飓风。风暴产生强烈的阵风，刮倒了许多树木，导致数以十万计的居民家中停电，总体经济损失达9亿美元（1985年美元，相当于2025年的25.5億美元），还造成8人丧生。格洛丽亚还是继1960年的飓风唐娜以来首场影响新英格兰的大型飓风。

### 南、北卡罗莱纳州和中大西洋各州
位于美国东岸近海期间，飓风的最强风力位于其东部边缘，因此陆地上空的风速有所降低。格洛丽亚第一次登陆是在北卡罗莱纳州，美国国家气象局驻哈特拉斯角办事处附近一个监测站测得的持续风速为每小时119公里，阵风时速140公里。位于海上的钻石浅滩灯塔（Diamond Shoal Light）记录下的持续风速达到每小时158公里，阵风时速更达190公里。纽斯河（Neuse River）的风暴潮估计达到1.8米。不过，邻近的南卡罗莱纳州风速却还不到热带风暴强度，风暴潮也只有0.4米高。北卡罗莱纳州乔万县县城伊登顿（Edenton）记录下的降雨量达到250毫米，是因这场飓风出现降水最多的地方。外滩群岛因大浪和风暴潮引发了严重的沿海洪灾和海滩侵蚀，形成了多个新的水湾，许多房屋因洪水受损。该州共计遭受了约810万美元（1985年美元，相当于2025年的2295萬美元）的损失，其中约有240万（1985年美元，相当于2025年的680萬美元）为农作物受损。还有一位男子因被倒塌的树木砸中导致伤重不治。
中大西洋各州大部分地区的风速都低于飓风强度，不过弗吉尼亚州的切萨皮克湾隧桥沿线却达到了每小时147公里，马里兰州乌斯特县海洋城（Ocean City）的阵风时速也有144公里。该区域遭受的最强风速出现在飓风中心经过后。由于格洛丽亚的移动速度较快，并且风暴潮最高时适逢退潮，其高度大多不到1.5米，因此沿海洪灾的程度也比较轻。马里兰州和特拉华州都出现了海滩侵蚀。降水最多的地区位于风暴中心以西，宾夕法尼亚州福吉谷国家历史公园的降雨量达到全州最高的233毫米，弗吉尼亚州则是萨福克的降水最多，有220毫米；安那波利斯是马里兰州降水最多的城市，降雨量183毫米，远至西弗吉尼亚州的内陆地区都出现了降水。
维珍尼亚海滩的一个渔船码头被大浪冲毁了9.1米。降水导致轻度洪灾，汉普顿锚地区域被涨潮引发的洪水淹没。弗吉尼亚州东南部的树木、屋顶和标志牌受到轻度破坏。格洛丽亚的中心在马里兰州东部近海约48公里洋面经过，海洋城的浮桥因4.6米高的巨浪而严重受损，水流夹带的沙子和瓦砾导致内河阻塞。马里兰州因树木倒塌导致15万人失去电力供应，切萨皮克湾大桥因狂风被迫关闭，不过马里兰东部以外区域受到的影响很小。特拉华州因大浪引起海滩侵蚀，沙丘被毁，还有海滨建筑和浮桥受损。包括特拉华1号公路在内的多条高速公路因洪水封闭。该州以苏塞克斯县受灾最为严重，风暴还破坏了特拉华州北部的玉米和大豆作物，全州所受货币损失超过50万美元（1985年美元，相当于2025年的142萬美元）。邻近的宾夕法尼亚州阵风时速最高的是阿伦敦记录下的90公里，刮倒了许多树木，导致数以千计的用户失去电力供应。许多溪流因强降雨而泛滥，多处高速公路、桥梁和铁路要么被迫封闭，要么受到破坏。全州有约3000套房屋被洪水淹没，迫使数以千计的居民撤离。
格洛丽亚途经新泽西州近海时产生了狂风，该州以海洋城风速最高，达到每小时130公里，阵风时速更达162公里，该镇还有一套房屋受到一场藤田级数为级的龙卷风破坏。全州以巴赛克县西米尔福德（West Milford）附近的夏洛克伯格水库（Charlotteburg Reservoir）降雨量最高，达到152毫米。沿海地区出现了严重的海滩侵蚀，多个沿海城镇的浮桥受到破坏。狂风刮倒了树木和供电线路，令房屋和车辆受损。蒙茅斯县的朗布兰奇（Long Branch）有一人因触电身亡。
虽然格洛丽亚的行进速度较快，但多个地区还是出现了中等程度降水，例如巴尔的摩/华盛顿瑟古德·马歇尔国际机场就达到153毫米。此外，弗吉尼亚州西南部的一些报告还表明部分区域降雨量达到200毫米，但这些数字没有得到官方证实。由于中大西洋各州大部分地区都处在这场飓风强度相对较弱的西部，因此所受影响也相对较小。整个地区有许多树木被狂风刮倒，致使数以十万计的居民家中停电，其中新泽西州23.7万人，马里兰州12.4万，弗吉尼亚州5.6万。弗吉尼亚州还因极端雨量导致了550万美元（1985年美元，相当于2025年的1558萬美元）的损失。猛烈的洪水还将长滩岛（Long Beach Island）分成两半并持续了一段时间。

### 长岛和纽约

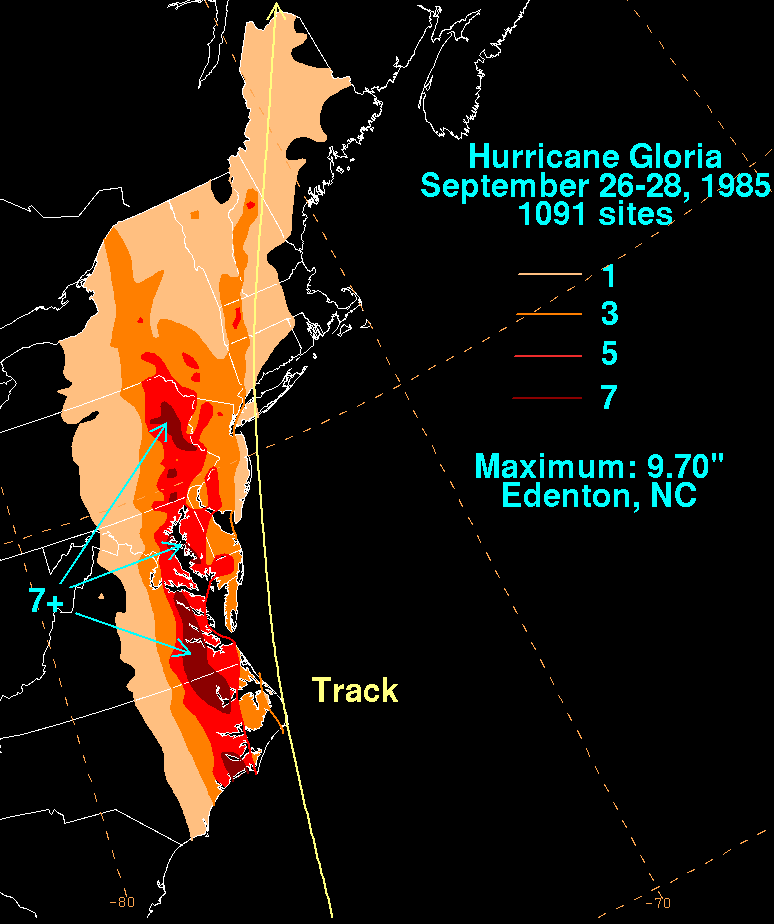
飓风格洛丽亚产生的降雨量分布。右侧的文字从上到下列出了风暴名称、影响的持续时间（1985年9月26至28日）、数据来源（1091处测量点）、图例（数字单位为英寸，显示颜色越深的部分降雨量越高），最下方标明降雨量最高的是北卡罗莱纳州的伊登顿，达9.7英寸（250毫米）。

格洛丽亚在第二次登陆期间给巴特里公园带去了高达2.1米的风暴潮，这也是其沿途产生风暴潮的最高纪录。最强阵风时速是艾斯利普记录下的137公里，纽约市中央公园报告的阵风时速为83公里。该州降雨量最高的是奥齐戈县小镇尤纳迪拉（Unadilla），达到204毫米，不过与海岸距离要近得多的中央公园反倒只有88.4毫米。
长岛因强烈的风暴潮导致数百条街道被洪水淹没，还出现了严重的海滩侵蚀。狂风刮倒了数以千计的树木，还令数百套民宅受损，引发大范围停电。纽约州有约150万人家中停电，长岛照明公司有三分之二的客户失去电力供应，成为该州历史上最严重的停电事故之一。长岛共有4人遇难，其中两人是因心脏病发，另外两人则是因树木倒塌引起。该区域还有14人受伤，其中大部分都是被掉落的树枝打伤。纽约本土因强降雨导致河流泛滥，但也缓解了干旱状况。哈德逊河沿岸的许多船只和船坞因大浪受损，不稳定的天气导致一人因交通事故丧生，还引起了一宗飞机失事，导致纽约有一人死亡。
长岛东部的最高阵风时速据信达到了185公里。有多位气象预报员认为，考虑到长岛部分地区所受破坏的程度，这里遭受的风速可能达到了三级飓风标准，例如麦克阿瑟机场所受到的破坏就是明证。纽约州东南部大片地区也像长岛一样受到狂风的严重破坏，其中长岛东部情况最为突出，数以千计的树木倒在建筑物和街道上，广播电台的广播塔也被刮倒。此外，许多建筑物的屋顶都被风撕开，其中包括麦克阿瑟机场的多个机库，还有贝波特机场的一个机库和艾斯利普警察局的屋顶。长时间的强风和海浪一起导致了中等程度的海滩侵蚀，还冲毁了多个码头和船坞。风暴潮虽然较弱，但还是摧毁了该岛向海一面的48套房屋。整个纽约州共有68.3万人失去电力供应，其中部分区域的停电时间超过11天之久。

### 新英格兰和加拿大

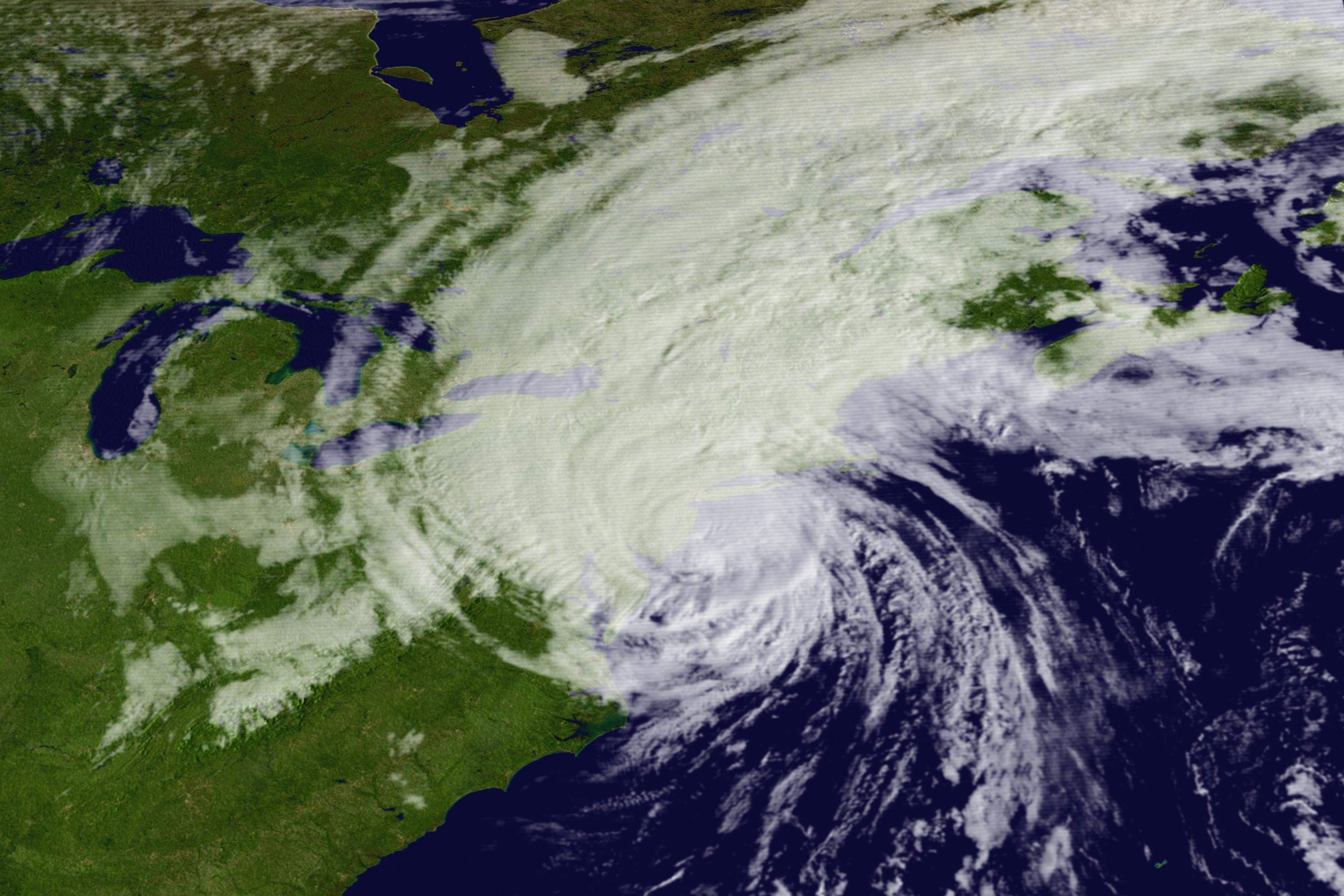
飓风格洛丽亚逼近新英格兰的卫星图像。

格洛丽亚快速行经新英格兰时已是一场强度较弱的飓风。虽然规模仍然很大，但此时适逢退潮，风暴潮只有轻到中等强度，其中康涅狄格州新伦敦县的格罗顿（Groton）为1.5米，马萨诸塞州的新贝德福德有1.8米，缅因州的波特兰则只有1米。康涅狄格州和罗德岛州因大浪导致严重的海滩侵蚀。康涅狄格州的沃特伯里和马萨诸塞州的蓝丘气象观察站（Blue Hill Meteorological Observatory）均记录了每小时135公里的最高持续风速，不过这两个位置海拔高度均高于海平面。马萨诸塞州巴恩斯特布尔县查塔姆（Chatham）记录下的最高阵风时速有176公里，并且整个新英格兰的大范围地区都报告有飓风强度的阵风。估计康涅狄格州、马萨诸塞州和新罕布什尔州都遭受了飓风强度狂风的袭击。这些地区中降水最多的是马萨诸塞州斯普林菲尔德的博登布鲁克水库，达到175毫米。
格洛丽亚从韦斯特波特（Westport）进入康涅狄格州，再沿长岛海湾从哈特福附近经过并离开该州。布里奇波特的阵风时速达到148公里，哈特福也有132公里。狂风刮倒了数以千计的树木，其中许多又压断了输电线缆，导致72.7万居民家中停电，创下该州因天气情况导致停电规模的新纪录。沿海有数以百计的船只因大浪受损或沉没，还有多户海滨民房和船坞受损。风暴产生的小雨引起轻度洪灾，其中大部分发生在该州西北部区域。全州共计遭受了600万美元（1985年美元，相当于2025年的1700萬美元）的农作物损失。哈特福附近所受破坏最为严重，全州总体损失约在9100万美元（1985年美元，相当于2025年的2.58億美元）左右，还有3人丧生，多人受伤，其中两人是因树木倒塌而死。
罗德岛州受到飓风强度阵风的摧残，华盛顿县的韦斯特利（Westerly）达到该州最高的每小时146公里。数以千计的树木被连根拔起，导致大范围地区房屋屋顶受损。全州共有约30万人失去电力供应，是继1965年北美大停电以来数量最多的一次。由于风暴来袭时恰逢退潮，因此沿海洪灾程度很轻，但仍足以对纳拉甘西特湾的许多船坞和数百条船只造成破坏。如果包括恢复电力供应的开支，整个罗德岛州共计受到了2000万美元（1985年美元，相当于2025年的5666萬美元）的损失。该州共有两人遇难，一人是因树木倒塌引起，另一人是在试图稳固自己的船只时遭遇不幸。
飓风从康涅狄格州经斯普林菲尔德地区进入马萨诸塞州，在米德尔塞克斯县催生了一场龙卷风，多棵树木受到损伤。狂风刮倒了成千上万的树木，全州有约50万人家中停电。强降水导致河流泛滥，但最严重的破坏主要还是因狂风引起。风暴摧毁了米德尔塞克斯县弗雷明汉（Framingham）的一座广播塔，还令该州东部数百套民房受损。沿海地区因风暴潮引发轻度洪灾，导致数以百计的船只受到破坏。整个马萨诸塞州共计遭受了6100万美元（1985年美元，相当于2025年的1.73億美元）的经济损失，其中包括600万美元（1985年美元，相当于2025年的1700萬美元）的农作物损失。
格洛丽亚到达新罕布什尔州时已大幅减弱并逐渐转变成温带气旋，但该州各地还是出现了飓风强度的狂风。华盛顿山山顶的阵风时速达204公里，狂风强至足以刮倒许多树龄超过50年，高达超过15米的大树。倒塌的树木压断了输电线路，导致9万7116人家中停电，其中大部分居住沿海地区。树木还砸伤了16户民房和许多汽车。格拉夫顿县北伍德斯托克（North Woodstock）受到暴雨影响，不过州内因洪水导致的破坏程度总体较低。一位老年妇女被风刮倒在地，并在两周后撒手人寰。全州遭受了约250万美元（1985年美元，相当于2025年的708萬美元）的农作物损失，其中以苹果为主。邻近的缅因州有60万人因风暴失去电力供应，是继1954年飓风卡罗尔和飓风埃德娜过境以来最多的一次。该州风速达到每小时138公里，除多条供电线路中断外，风暴还刮倒了约100根电线杆。倒塌的树木导致多条道路封堵，还砸伤了房屋和车辆。大风令屋顶受损，其中包括约克县格罗夫维尔（Groveville）一所已有127年历史教堂的尖顶。该州的苹果树估计遭受了约300万美元（1985年美元，相当于2025年的850萬美元）损失。大浪令沿海许多龙虾笼和数十艘船只受损，其中许多船都被冲到了岸上。
新英格兰各处都有大量树木被狂风刮倒，造成了轻到中度破坏。该区域以康涅狄格所受影响最大，该州树木和建筑物受损最为严重。沿海地区有多个钓鱼码头被风暴潮和大浪冲毁，还有一些道路在风暴过境期间被淹。新罕布什尔州所受影响较为轻微，只出现了轻度风害和局部洪灾。缅因州所受破坏较重，强烈的阵风撕开了许多屋顶，还将数以百计的树木连根拔起。整个新英格兰都因狂风出现大范围停电，单缅因州就有25万人。新英格兰共计有7人死亡，其中大部分都是因被掉落的树枝砸中后伤重不治
格洛丽亚的残留掠过加拿大大西洋省份期间在其行经路线以北产生降水，魁北克的降雨量达到115毫米。该国出现的最强风速为芬迪湾和纽芬兰岛东北部记录下的每小时93公里。新斯舍科受到大风大浪的影响，弗雷德里克顿的阵风时速有89公里，新不伦瑞克有多条供电线路中断，受影响人数超过1800。

## 余波
长岛有数以千计的居民家中超过一星期后仍未恢复供电，直到10月8日才全面恢复正常，这时距风暴过境已经过了两个星期。长时间的停电迫使数百家学校关闭，列车的运营时间也因缺乏动力延长了6小时之久，还出现了哄抬食品、冰块和发电机价格的情况。电力的缺乏令人们对长岛照明公司普遍感到不满，该公司之后还因没有购买飓风保险而给当地纳税人留下了4000万美元（1985年美元，相当于2025年的1.13億美元）的维修费用账单，给民众情绪火上浇油。公众很快对其举措提出抗议，并在几年内组建了公众公司长岛电力局将其取代。
马萨诸塞州和康涅狄格州居民也持续了一星期无电可用，导致许多食品因无法冷藏而变质。两个州都从其他州请来工作人员帮助维修，但由于大面积停电未能尽快恢复，许多学校仍然无法及时开课。康涅狄格州有一名男子在试图维修中断的供电线路时触电身亡。康涅狄格州电力公司有约47.7万用户失去电力供应，创下了新的纪录，一直到2011年才被飓风艾琳以75.4万人超越。不过到了2011年下半年，一场发生在10月的东北风暴导致该州超过83万人家中停电，又刷新了艾琳的纪录。新罕布什尔州大部分中断的电力供应都得到迅速恢复，并在6天内全部恢复，缅因州的停电情况全部在11天内恢复正常。
缅因州大部分市民在飓风来袭期间都留在室内，一位警官称连那些犯罪分子都待在家里。刘易斯顿地区的多家餐馆业务量激增。风暴过后的停电期间，多家企业都为没有发电机的住户冷冻保存货物。
风暴过后，美国总统罗纳德·里根宣布新泽西州、宾夕法尼亚州、纽约州、罗德岛州、康涅狄格州和马萨诸塞州的多个县为联邦灾区，这些县的居民因此可以申请救灾援助。
加拿大所受破坏小于预期，但风暴到来引发的混乱促使加拿大环境部于1986年开始研究是否需要建立专门的飓风中心。1987年，加拿大飓风中心成立，并在该国大西洋和太平洋沿岸都设立了办事处。
由于风暴造成了重大损失，其名称格洛丽亚因此从大西洋风暴命名名单上退役，以后永远都不会再在北大西洋热带气旋命名时使用。之后用来取代的名称是“格雷斯”（Grace），于1991年大西洋飓风季期间首度使用。